# الشر المميت (فلم 2013)
الشر المميت أو إيفل ديد (بالإنجليزية: Evil Dead) وتعني الميت الشرير هو فيلم رعب أمريكي من إخراج فيدي ألفاريز والذي شارك في كتابته أيضاً. الفيلم هو إعادة إنتاج للفيلم المشهور والناجح الشر المميت للمخرج سام رايمي الذي أنتج عام 1981. ويعتبر الفيلم هو الأصدار الرابع ضمن سلسلة أفلام الشر المميت، والأول بدون إخراج سام رايمي أو بطولة بروس كامبل بدور آش ويليامز.
تم اخيتار ألفاريز من قبل سام رايمي بنفسه وهو أول فيلم من إخراج فيد ألفاريز. الفيلم من إنتاج سام رايمي وبروس كامبل وروبرت تابرت - كاتب/مخرج وبطل ومنتج الثلاثية الأصلي على التوالي.
وتم تصوير احداث الفيلم في نيوزيلندا واستمر تصويره لمدة شهر واحد، وعرض لأول مرة في مهرجان (SXSW) بتكساس في 8 مارس 2013، وتم الأعلان عن اجزاء جديدة آخرى قيد العمل لأعادة إنتاج الثلاثية القديمة للشر المميت.

## القصة
تدور أحداث الفيلم حول خمسة أصدقاء يصبحون محتجزين داخل كوخ في منطقة معزولة في الغابة، عندما يكتشفون النكرومنيكون (كتاب الموتى) فيوقضوا دون قصد الشياطين الموجودة في الغابة حيث تتلبس بهم أبتداء من الأصغر سن حتى يبقى واحد فقط يتوجب عليه القتال من أجل النجاة.

## طاقم التمثيل
جين ليفي بدور ميا 

شيلوه فرنانديز بدور ديفيد 

لو تايلور بوتشي بدور اريك 

جيسيكا لوكاس بدور أوليفيا 

اليزابيث بلاكمور بدور ناتالي

## الإنتاج
فيد ألفاريز ورودو سايجز كتبا السيناريو، ثم تم لاحقاً إعادة صياغته من قبل دايبلو كودي من أجل جعل الحوار أكثر أمريكية لأن الأنكليزية لم تكن اللغة الأم للكاتبان. تم إنتاج الفيلم من قبل سام رايمي وبروس كامبيل وروبرت تابرت- مخرج الثلاثية الأصلية.
تم التخطيط لإعادة إنتاج الفيلم الأصلي لسنوات من قبل سام رايمي وبروس كامبيل لكنها لم تتم بسبب الرد الفعل السلبي للغاية من قبل المعجبين. لكن في أبريل 2011 وفي مقابلة على موقع Reddit.com بروس قال «نحن نعيد إنتاج إيفل ديد. السيناريو رائع [...] الفيلم سيركل بعض المؤخرات- أعدكم بذلك.»
في يوليو 2011 تم الأعلان رسمياً عبر مؤتمر صحفي أن غوست هاوس بيكتشرز ستنتج الجزء قادم من ذا إيفل ديد، وتم اختيار فيد ألفاريز كمخرج للفيلم. الممثل شيلوه فرنانديز تم اختياره للعب دور ديفيد. ليلي كولينز كان من المقرر أن تلعب دور ميا، لكن في 24 يناير 2012 أنسحبت كولينز من الدور. في 3 فبراير 2012 تم الأعلان بأن الممثلة جين ليفي بطلة المسلسل التلفزيوني "Suburgatory" ستعلب دور ميا. لو تايلور بوتشي وجيسيكا لوكاس واليزابيث بلاكمور تم اختيارهم للفيلم الرعب.
في يناير 2013 علقَ فيد ألفاريز حول علاقة الفيلم بالعمل الأصلي وقال أنه يمكن أن يعتبر جزء متمم له لكن بعد مرور 30 سنة. ألفاريز أكدَ في مقابلة أخرى بأن الفيلم لا يستعمل CGI (صور مولدة بالحاسوب) «نحن لم نقم بأي CGI في الفيلم [...] كل شيء سترونه هو حقيقي، والذي كان مطالباً به حقاً. لقد كان هذا تصوير طويلاً جداً، 70 يوم من التصوير في الليل. هناك سبب يجعل الناس يستخدمون CGI; أنه أرخص وأسرع، أنا أكره ذلك. لقد أستخدمنا الكثير من الخدع السحرية والبصرية.».

## الأصدار
عُرض الفيلم في الولايات المتحدة في 5 أبريل 2013. تلقى الفيلم في بريطانيا تصنيف للكبار فقط بسبب اللغة ومشاهد العنف الدموية القوية فيه، إضافة إلى الدول الأخرى التي يعرض فيها. تم عرض ميت شرير لأول مرة في مهرجان SXSW في أوستن، تكساس في 8 مارس 2013.

## الاستقبال
تلقى الفيلم ردود فعل إيجابية من النقاد. الذين مدحوا المشاهد المرعبة المليئة بالدماء، لكنهم أنتقدوا غياب حس الفكاهة على عكس الأجزاء السابقة. موقع Bloody Disgusting قال عنه «إيفل ديد مملوء بالدماء بشكل مذهل كما أنه ممتع» واعطى الفيلم 5/4 نجوم. IGN أعطى الفيلم 10/9 ووصف الفيلم «فصل جديد مرعب ومبهج ولايقاوم في سلسلة إيفل ديد». حتى الآن الفيلم حاصل على مجموع 66% على موقع rotten tomatoes بنائاً على 124 مراجعة مع متوسط تقييم 10/6.3.

## جزء متمم
عند العرض الأول في مهرجان SXSW، أعلن ألفاريز بأن جزء جديد من إيفل ديد قيد العمل. إضافة إلى ذلك سام رايمي أكد أنه يخطط لكتابة Evil Dead 4، لكنه سيكون «جيش الظلمات 2».

## روابط خارجية
- مقالات تستعمل روابط فنية بلا صلة مع ويكي بيانات